# Thalassia testudinum
Espèce
Classification phylogénétique
Statut de conservation UICN

 LC  : Préoccupation mineure
Thalassia testudinum, également appelée « herbe à tortue », est une espèce de plante qui pousse sur les fonds marins tropicaux et forme des herbiers qui constituent des zones de frai pour les poissons. Elle est consommée par les tortues, d'où son nom vernaculaire. Cette plante est originaire de l'Atlantique ouest et vit dans les mers tropicales.

## Description

### Appareil végétatif
Cette espèce n'est pas une algue mais une plante à fleurs dont tous les organes sont normalement entièrement immergés. Elle possède un rhizome horizontal profondément enfoui sous les sédiments marins (jusqu'à 25 cm), de 3 à 6 mm de diamètre,. Les feuilles vertes linéaires, dressées dans l'eau, poussent groupées autour d’une tige très courte. Elles mesurent 30 cm de longueur en moyenne (en fait entre 10 et 60 cm) pour 0,4 à 1,8 cm de largeur,. Les bordures sont entières, les 9 à 15 nervures sont fines. L'extrémité de la feuille est arrondie et présente des dentelures microscopiques. 

### Appareil reproducteur
La floraison a lieu en mai-juin, alors que les journées sont longues en jours longs (mai-juin), la fructification entre juin et juillet, et les fruits mûrs se détachent de la plante-mère au cours du mois d'août.
Comme les autres espèces du genre Thalassia, Thalassia testudinum est monoïque stricte, c'est-à-dire que les organes mâles et femelles sont situés dans des fleurs différentes d'un même individu. Ces fleurs sont bien visibles, blanc tirant sur le vert ou le rose jusqu'à rose pâle et sont dépourvues de pétales. Les fleurs staminées (mâles) se forment par inflorescence de 1 à 3 fleurs. Chaque fleur porte 9 étamines libres dans lesquelles le pollen est englué dans une matrice gélatineuse ; la propagation de ce dernier se fera dans l'eau,. Il n'y a qu'une seule fleur pistilée par inflorescence femelle. L'ovaire ne présente qu'une seule loge ; il est surmonté de 7 ou 8 styles.
Le fruit, de couleur verte à vert-jaune ou rouge, est sphérique et a une peau rugueuse, couverte de petites pointes. Il mesure de 1,5 à 2,5 cm de diamètre et s'ouvre en 5 à 8 valves irrégulières. Les graines sont en forme de poire.
L'extension d'un banc de cette herbe se fait grâce à un marcottage naturel par le développement de l'extrémité des rhizomes.
Pour la reproduction sexuée, il a été récemment démontré que de petits invertébrés marins tels que les amphipodes et les polychètes participent à la pollinisation de cette espèce sous-marine.

### Espèces similaires
L'Halodule beaudetti, qui vit dans les mêmes zones, a des feuilles d'une longueur moyenne plus courte, à l'extrémité moins arrondie et plus déchiquetée. 
Thalassia hemprichii, autre espèce du même genre et elle aussi appelée "herbe à tortue", lui ressemble énormément mais vit en mer Rouge et dans le bassin Indo-Pacifique.

## Répartition et habitat
Cette espèce vit dans les mers bordant les Caraïbes et dans le golfe du Mexique ; elle pousse donc sur les côtes atlantiques des États-Unis (du Texas à la Floride), du Mexique, de l'Amérique centrale, des îles des Caraïbes et des Antilles, ainsi que de la Colombie et du Venezuela, en Amérique du Sud. Elle n'a pas été observée plus au nord que Cape Canaveral, en Floride. 
Elle exige une salinité élevée et ne pousse pas dans les zones trop souvent battues par les vagues, bien qu'elle supporte une exondation et une exposition occasionnelle à l'air durant les marées basses de fort coefficient. Lorsque les eaux sont claires, elle peut se développer jusqu'à 20 m de profondeur, même si on la trouve plus fréquemment à moins de 10 m de profondeur. Elle exige une épaisseur de sédiments suffisante pour permettre le développement de ses rhizomes mais autrement, elle se développe sur des fonds marins variés (récifs morts, sable corallien, roches sédimentaires, vases, etc.).
Les bancs de Thalassia testudinum sont souvent associés avec une autre herbe marine, Syringodium filiforme.

## Rôle écologique
De nombreuses espèces marines se nourrissent de cette plante, s'abritent ou se reproduisent dans la zone de calme créée entre ses feuilles. En effet, plusieurs espèces marines herbivores se nourrissent de ses feuilles, notamment la tortue verte (Chelonia mydas).
Les feuilles ralentissant le courant et les rhizomes implantés dans les sédiments permettent une stabilisation du substrat et limitent fortement son érosion. Les débris de végétaux morts s'accumulent dans la zone de calme ménagée par les feuilles vivantes, contribuant à l'épaississement de la couche de sédiments.

## Taxinomie et systématique
Thalassia testudinum a été décrite scientifiquement pour la première fois en 1805 par le naturaliste britannique Joseph Banks dans Annals of Botany, Volume 2, édité par le naturaliste allemand Karl Dietrich Eberhard König.
Il s'agit de l'espèce type du genre Thalassia.